# Pesebre napolitano

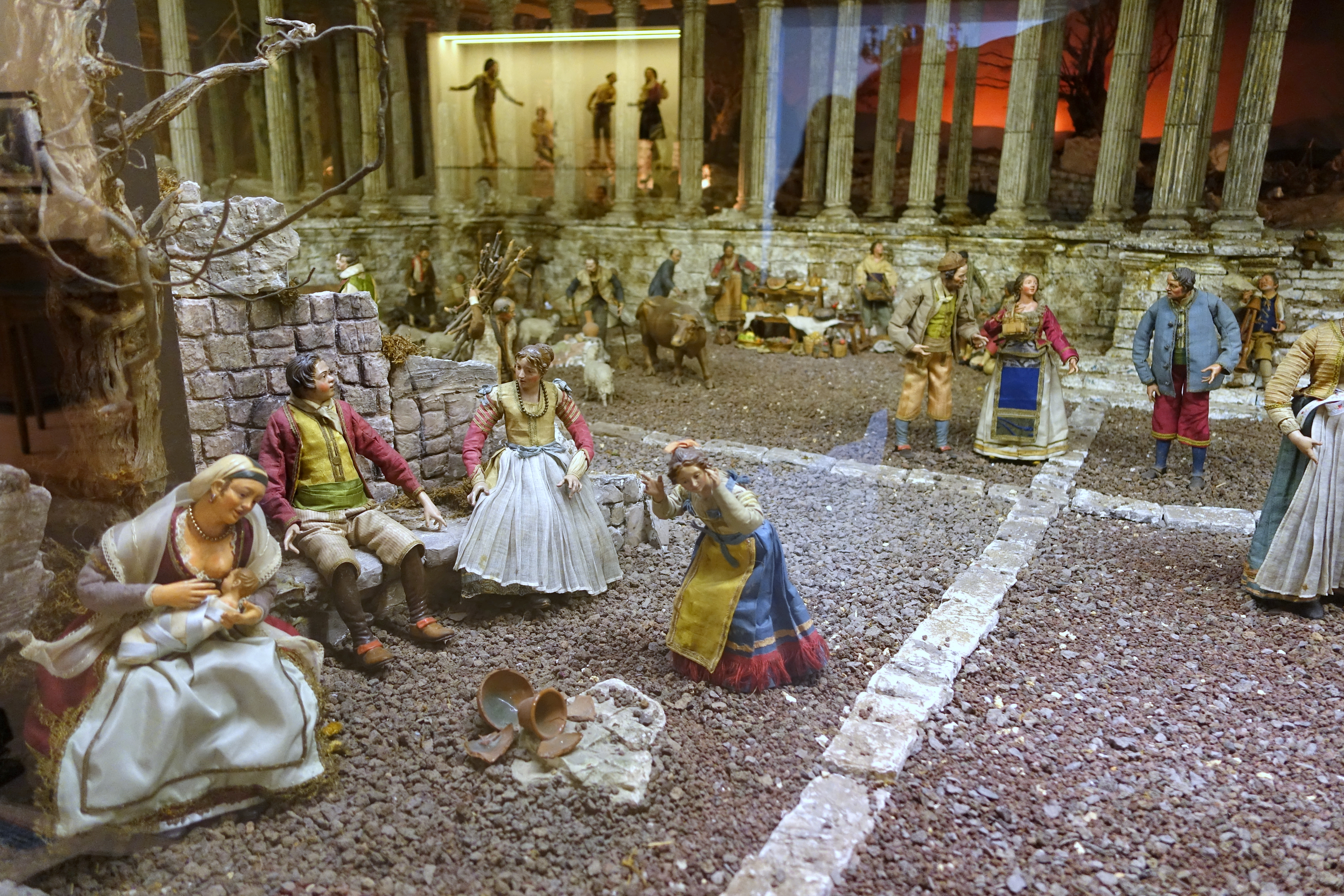
Detalle de un pesebre napolitano en el Museo Nacional de Artes Decorativas (Madrid, España).

El pesebre napolitano es un conjunto de representaciones plásticas arraigado desde hace diez siglos en las tradiciones navideñas de la región de la Campania italiana, y en la ciudad de Nápoles en particular. El término «pesebre» deriva de la voz latina «praesepium».

## Orígenes
La primera mención en Nápoles relacionada con el belén napolitano aparece en un documento que habla de un «pesebre» instalado en la iglesia de Santa María del Pesebre en 1025. También en Amalfi, se localiza desde 1324 la «capilla del pesebre de casa de Alagni». En un contexto más oficial, en el año 1340 la reina Sancha de Mallorca (reina consorte en el Nápoles de Roberto de Anjou) regaló a la orden de monjas de Santa Clara un pesebre para la nueva iglesia construida en la capital napolitana, del que se conserva la figura de la Virgen María en el museo de San Martino.[cita requerida] También se conservan doce figuras de madera de un ‘pesebre’ obra de los hermanos Pietro y Giovanni Alemanno, datado en 1478. Otro antiguo ‘pesebre’ conservado es el esculpido en mármol por Antonio Rossellino hacia 1475, hoy visible en Sant'Anna dei Lombardi. 
Según un documento de 1532, en el siglo xvi pueden catalogarse las primeras figuras de terracota (barro o arcilla cocidos), en el conjunto del pesebre realizado para Matteo Mastrogiudice, en Sorrento.[cita requerida] En un ámbito legendario, se considera a san Cayetano de Thiene, como iniciador de la tradición de montar un pesebre en las iglesias y casas particulares durante Navidad.

## La edad de oro

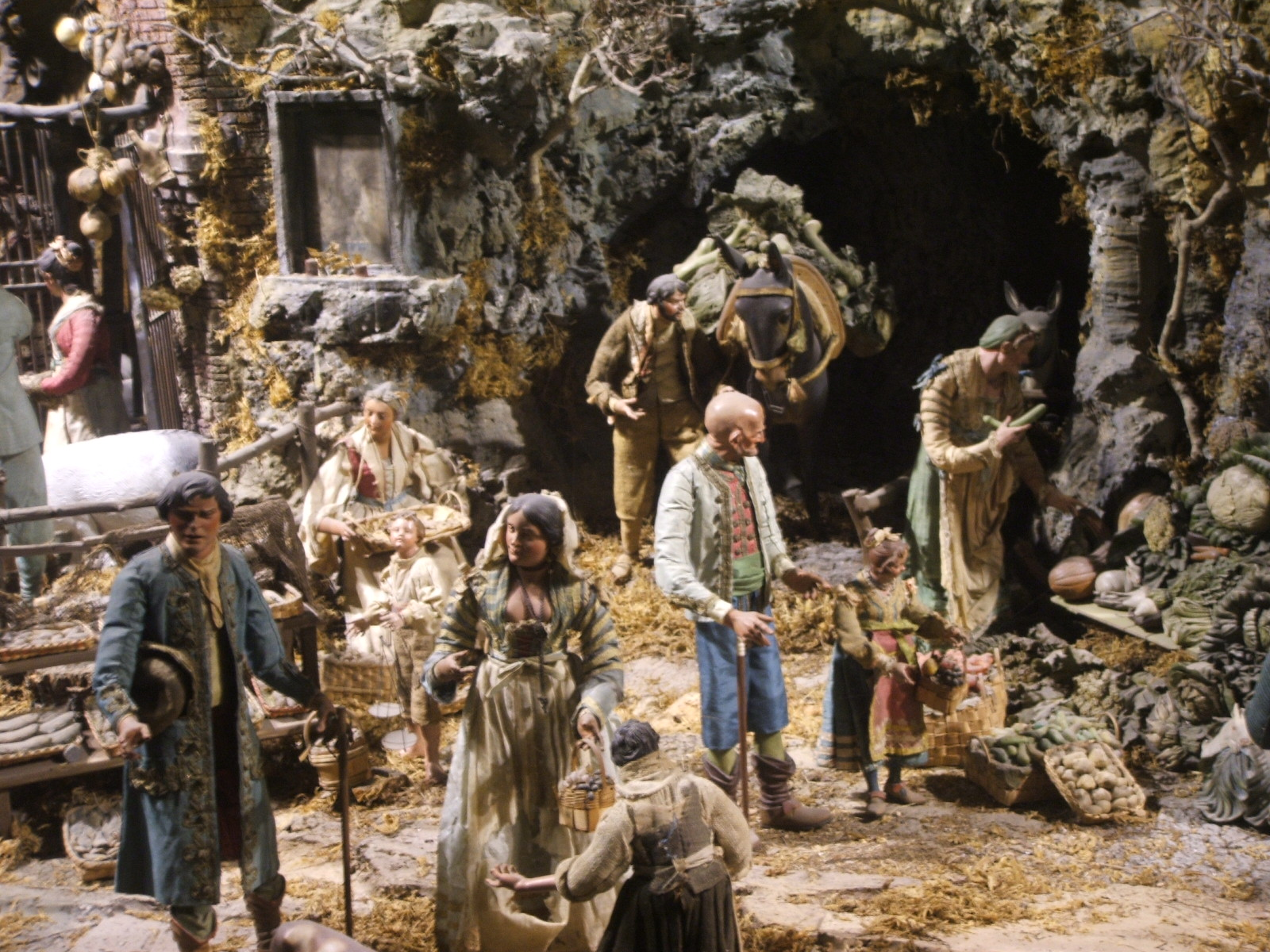
Detalle del pesebre napolitano del Palacio Real de Caserta.

## La calleSan Gregorio Armeno, en Nápoles

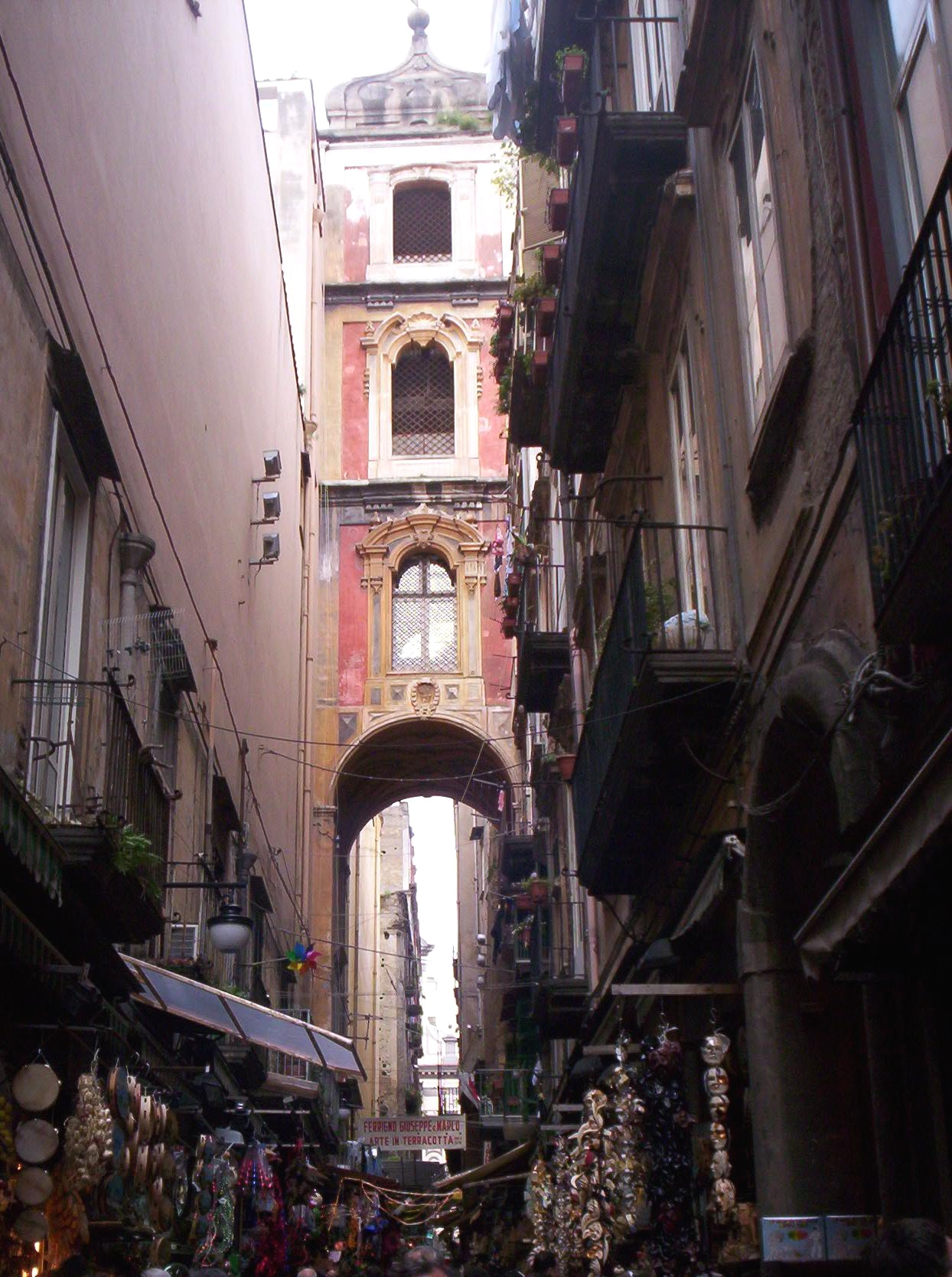
Vía San Gregorio Armeno.

Siguiendo la tradición histórica, en la via San Gregorio Armeno continúa reuniéndose cada Navidad un populoso y popular mercado de belenes, figuritas navideñas, etc. La puesta al día del pesebre napolitano ha supuesto que algunos belenistas incluyan en sus escenas a personalidades de actualidad. la vía San Gregorio Armeno